# Řezivo
Řezivo je stavební dřevěný materiál získaný podélným rozřezáním vhodných sortimentů surového dříví, zejména tzv. pilařských výřezů (pilařské kulatiny). Zpravidla má alespoň dvě protilehlé plochy rovnoběžné a je tlusté nejméně 10 mm. Řezivo se nejčastěji vyrábí ve specializovaných provozech – pilnicích. K podélnému rozřezání kulatiny se používají rámové, pásové nebo kotoučové pily.
Po rozřezání se řezivo obvykle suší (přirozené či umělé sušení). Pro přirozené sušení se skladuje srovnané do hrání, kde se ponechává různou dobu podle ročního období a počasí několik měsíců až rok.

## Druhy řeziva dle tvarů a rozměrů průřezů

### Deskové
Platí, že šířka je minimálně dvojnásobek tloušťky.
- prkna (mají tloušťku maximálně 40 mm)
  - krajinová prkna (mají tloušťku maximálně 25 mm a musí mít po celé délce levou plochu alespoň dotčenou pilou)
- fošny (mají tloušťku větší než 40 mm)
- krajiny (mají tloušťku maximálně 25 mm)

### Hraněné
V příčném průřezu má většinou pravý úhel a platí, že šířka je menší než dvojnásobek tloušťky.
- hranoly (mají příčný průřez větší než 100 cm²)
- hranolky (mají příčný průřez 25–100 cm²)
- latě (mají příčný průřez 10–25 cm²)
- lišty (mají příčný průřez menší než 10 cm²)

### Polohraněné
Má dvě plochy rovnoběžné a boky oblé.
- trámy (mají tloušťku větší než 100 mm)
- povaly (mají tloušťku maximálně 100 mm, někdy hovorově označovány jako polštáře)

## Rozdělení řeziva podle způsobu opracování
- omítané (nebo také sámované; boky s plochou tvoří úhel 90°)
  - rovnoběžně omítané (slangově „obštychové“, šířka konstantní v celé délce, větší prořez, používá se zejména na palubky, plotovky a podobný sortiment)
  - nerovnoběžně omítané (obliny jsou odříznuty tak, aby byly téměř zcela odstraněny, ale zároveň aby byl co nejmenší prořez, fošny hlavně tvrdých dřevin se téměř nikdy neomítají rovnoběžně)
- neomítané

- kapované (čelo s plochou tvoří úhel 90°)
- nekapované

## Podle dalšího zpracování
- S10 – surový masiv
- KVH – vysušené dřevo, zbavené vad, nastaveno do libovolných délek lepeným zubovým spojem

## Druhy řeziva podledřeviny
- jehličnaté
- listnaté
  - tvrdé
  - měkké

### Obvyklé tloušťky truhlářského neomítaného řeziva
Jehličnatého řeziva:
24; 30; 40; 50; 60; 65; 70; 75 a 80 mm
Listnatého řeziva:
24; 32; 38; 40; 45; 50; 60; 70; 75; 80; 85; 90 mm